# Gérard Vermette
Pour les articles homonymes, voir Vermette.
Gérard Vermette est un comédien et fantaisiste québécois né le 26 juillet 1931 à Montréal et mort le 5 novembre 1996. Il était le fils de Joseph-Louis-Évangéliste Vermette, statisticien, et de Germaine Desjardins.

## Biographie
Outre ses apparitions au théâtre, au cinéma et à la télévision, il se fait remarquer dans les années 1970 et 1980 pour ses nombreuses pitreries et tentatives pour battre des records farfelus. En 1979, il organise un « poteau-thon » et s'isole plusieurs semaines au sommet d'un mât. Cet exploit a été filmé par le cinéaste Robert Morin et apparaît en ouverture et en fermeture de son film Il a gagné ses épaulettes (1981). 
Gérard Vermette a également enregistré quelques chansons humoristiques, comme Gogo Punch.
Porte-parole pendant plus d'une vingtaine d'années de la boutique Les Habits St-Eustache à Saint-Eustache (Québec).
Il était bien connu de la communauté québécoise installée en Floride.